# Микро…
Микро… (от  μικρός [микрос] — малый) — начальная часть сложных слов («препозитивная единица/морфема», префиксоид), придающая слову смысл малого размера (микроскоп), малого значения (микроконтроль), ограниченной окрестности (микроклимат), изучения объектов в малом (микросоциология).
Префикс «микро» входит в диминутивный ряд «мини-» > «микро-» > «нано-» > «пико-» > «фемто-», где обозначение дальнейшей миниатюризации обычно производится заменой приставки («миникомпьютер» > «микрокомпьютер»), хотя встречаются и конструкции типе «микроминиатюризация», появившаяся в 1950-х годах в США, где префикс «микро-» поначалу играл гиперболическую роль.